# خليج مكلنبورغ
خليج مكلنبورغ ((بالألمانية: Mecklenburger Bucht)‏، (بالدنماركية: Mecklenburg Bugt)‏)، هو حوض ضيق وطويل تشكل في المنطقة المشابهة للأصابع البشرية في بحر البلطيق، بين سواحل ألمانيا إلى الجنوب وجزر لولاند الدنماركية، فالستر، وموين إلى الشمال، وسواحل يوتلاند إلى الغرب، ويتقاطع مع الجزء الأكبر من منطقة البلطيق إلى الشرق.
يتصل خليج مكلنبورغ، الذي يضم خليج ويسمار وخليج لوبيك، بخليج كيل في الشمال الغربي. من الموانئ المشهورة في الخليج، هي ميناء لوبيك، روستوك وويسمار.